# Danh sách tập phim Rock Lee no Seishun Full-Power Ninden
Rock Lee no Seishun Full-Power Ninden là bộ anime chuyển thể từ manga ngoại truyện Naruto cùng tên của tác giả Taira Kenji. Bộ anime được công bố vào tháng 2 năm 2012 bởi Shueisha. Bộ phim được sản xuất bởi Studio Pierrot, được đạo diễn bởi Murata Masahiko và được công chiếu lần đầu trên TV Tokyo vào ngày 3 tháng 4 năm 2012. Crunchyroll đã phát trực tuyến buổi ra mắt series này và phát hành trực tuyến các tập phim.
Series ghi lại cuộc sống hàng ngày và quá trình tập luyện của ninja đến từ làng Lá, Rock Lee, một bậc thầy về taijutsu (thể thuật) nhưng lại không thể sử dụng ninjutsu (nhẫn thuật) hay genjutsu (ảo thuật). Các tập phim có nhiều phân cảnh, mẩu truyện hài hước để làm nổi bật mục đích và quá trình suy nghĩ của các nhân vật. Rock Lee no Seishun Full-Power Ninden là series anime ngoại truyện đầu tiên không theo cốt truyện chính của series Naruto Shippuden, mặc dù vẫn dàn diễn viên lồng tiếng gốc vẫn được giữ nguyên. Series kéo dài trong một mùa từ năm 2012 đến năm 2013, kéo dài 51 tập. Tại Anime Expo, Viz Media đã thông báo rằng họ sẽ sản xuất bản lồng tiếng Anh cho loạt phim. Series cũng đã được phát trên dịch vụ Neon Alley bắt đầu từ mùa thu năm 2014. Tính đến tháng 3 năm 2015, tại Hoa Kỳ, tất cả 51 tập phim đều được phát trực tuyến thông qua Hulu và Neon Alley ở định dạng lồng tiếng và phụ đề tiếng Anh.
Series đang được phát hành dưới dạng DVD tại Nhật Bản với ba tập mỗi đĩa. DVD đầu tiên được phát hành vào ngày 18 tháng 7 năm 2012, gồm các tập từ 1 đến 3.
Xuyên suốt 51 tập phim, series sử dụng hai bài hát mở đầu khác nhau và bốn bài hát kết thúc. Bài hát mở đầu cho 26 tập đầu tiên là " Give Lee Give Lee Rock Lee" của Animetal USA và Hironobu Kageyama. Bài hát mở đầu thứ hai được sử dụng cho các tập từ 27 đến 51 là "Love Song" của OKAMOTO'S. Bốn bài hát kết thúc là "Twinkle Twinkle" của nhóm nhạc nữ Hàn Quốc Secret (tập 1–13), "Go! Go! Here We Go! Rock Lee" của Shiritsu Ebisu Chugaku (tập 14–26), "Daijoubu Bokura "của RAM WIRE (tập 27–39) và" Icha Icha Chu Chu Kyappi Kyappi Love Love Love Suri Suri Doki Doki "của HAPPY BIRTHDAY (tập 40–51).

## Danh sách tập
| TT. | Tiêu đề | Ngày phát hành gốc   |
| --- | --- | -------------------- |
| 1   | "Rock Lee - Ninja không thể dùng nhẫn thuật / Đối thủ của Rock Lee là Naruto" Chuyển ngữ: "Rokku Rī wa ninjutsu no tsukaenai ninja desu / Rokku Rī no raibaru wa Naruto desu" (tiếng Nhật: ロック・リーは忍術の使えない忍者です / ロック・リーのライバルはナルトです)        | 3 tháng 4 năm 2012   |
| 2   | "Tình yêu là một phần của tuổi trẻ / Tình yêu khiến bạn điên lên" Chuyển ngữ: "Koi mo mata seishun no ichi buna no desu / Ai to wa futari de oroka ni naru koto desu" (tiếng Nhật: 恋もまた青春の一部なのです / 愛とはふたりで愚かになることです)                            | 10 tháng 4 năm 2012  |
| 3   | "Cuộc cạnh tranh với thiên tài Neji / Tenten nhất định chiến thắng" Chuyển ngữ: "Tensai ninja Neji to shōbuna no desu / Tenten ni wa yuzurenai tatakai ga aru no desu" (tiếng Nhật: 天才忍者ネジと勝負なのです / テンテンには譲れない戦いがあるのです)                       | 17 tháng 4 năm 2012  |
| 4   | "Guy-sensei không làm việc đó / Đối thủ của Guy-sensei là Kakashi-sensei" Chuyển ngữ: "Soredemo Gai Sensei wa yattenai...desu / Kakashi Sensei wa Gai Sensei no raibaru desu" (tiếng Nhật: それでもガイ先生はやってない...です / カカシ先生はガイ先生のライバルです)         | 24 tháng 4 năm 2012  |
| 5   | "Dạy thể thuật cho Konohamaru / Đồ lót may mắn cho buổi kiểm tra sức khỏe" Chuyển ngữ: "Konohamaru ni kenpō o oshieru no desu / Kenkōshinda wa shōbu pantsu de idomimasu" (tiếng Nhật: 木ノ葉丸に拳法を教えるのです / 健康診断は勝負パンツで挑みます)                        | 1 tháng 5 năm 2012   |
| 6   | "Đại hội thể thao làng Lá / Sức mạnh của tuổi trẻ" Chuyển ngữ: "Konoha no sato no dai undōkai desu/ Gibasen wa seishun no daigomina no desu" (tiếng Nhật: 木ノ葉の里の大運動会です／騎馬戦は青春の醍醐味なのです)                                                            | 8 tháng 5 năm 2012   |
| 7   | "Orochimaru là cung Bọ Cạp / Bẫy thư tình" Chuyển ngữ: "Orochimaru wa Sasori-za B-gata desu! / Raburetā wa saidai no wanana no desu" (tiếng Nhật: 大蛇丸はさそり座Ｂ型です！／ラブレターは最大の罠なのです)                                                                  | 15 tháng 5 năm 2012  |
| 8   | "Hokages bị hói / Orochimaru dai dẳng" Chuyển ngữ: "Hokage datte hagerutoki wa hageruno desu! / Orochimaru wa tottemo shitsukoii otoko nano desu!" (tiếng Nhật: 火影だってハゲるときはハゲるのです／大蛇丸はとってもしつこい男なのです)                                      | 22 tháng 5 năm 2012  |
| 9   | "Hinata là em họ Neji / Điểm yếu của Hinata là Naruto." Chuyển ngữ: "Hinata wa Neji no itokona no desu / Hinata no jakuten wa Naruto desu" (tiếng Nhật: ヒナタはネジのいとこなのです／ヒナタの弱点はナルトです)                                                              | 29 tháng 5 năm 2012  |
| 10  | "Đồng đội là biểu tượng của tuổi trẻ / Thủ phạm là một trong chúng ta" Chuyển ngữ: "Chīmuwāku koso seishun no akashi desu / Han'nin wa kono naka ni iru! Desu!" (tiếng Nhật: チームワークこそ青春の証です／犯人はこの中にいる！です!)                                        | 5 tháng 6 năm 2012   |
| 11  | "Du lịch ở cố đô! / Phòng của các cô gái và những điều ngọt ngào!" Chuyển ngữ: "Koto to ieba, shūgakuryokōdesu! / Joshi no heya to kaite okashi-bakodesu!" (tiếng Nhật: 古都といえば、修学旅行です! / 女子の部屋と書いてお菓子箱です!)                                       | 12 tháng 6 năm 2012  |
| 12  | "Cuộc sống không nhẫn thuật / Che dù cùng Sakura!" Chuyển ngữ: "Ninjutsu kinshi no taiken gakushūna nodesu / Sakura-san to aiaigasa o shitai nodesu" (tiếng Nhật: 忍術禁止の体験学習なのです / サクラさんと相合傘をしたいのです)                                             | 19 tháng 6 năm 2012  |
| 13  | "Dệ tử vs. sư phụ! Rock Lee vs. Might Guy! / Vượt qua Guy sensei!" Chuyển ngữ: "Shiteitaiketsu! Rokku Ri vs Maito Gai desu / Gai Sensei wo Koeruno desu!" (tiếng Nhật: 師弟対決！ロック・リーvsマイト。ガイです / ガイ先生を超えるのです!)                                   | 26 tháng 6 năm 2012  |
| 14  | "Mang tín nhiệm ninja trở lại! / Cái chết!" Chuyển ngữ: "Ninja ninki wo toimodo suno desu! / Desu!" (tiếng Nhật: 忍者人気を取い戻すのです！ / デス!) | 3 tháng 7 năm 2012   |
| 15  | "Hồ bơi cuối cùng đã mở cửa / Hồ bơi Orochi vui vẻ" Chuyển ngữ: "Dokidoki ☆ Puru hiraki desu / Wakuwaku ♥ Orochi Puru Kouen desu!" (tiếng Nhật: ドキドキ ☆ プール開きです / ワクワク ♥ おろちプール園です!)                                                                  | 10 tháng 7 năm 2012  |
| 16  | "Cuộc chiến nấu ăn 3 người / Guy sensei tiết chế!" Chuyển ngữ: "3tsu domoeno ryouri shiyo desu / Gai Sensei wo usukusuruno desu!" (tiếng Nhật: ３つ巴の料理シヨーです! / ガイ先生を薄くするのです!)                                                                          | 17 tháng 7 năm 2012  |
| 17  | "Road to Guy! / Câu chuyện cảm động có thật tại liên hoan phim làng Lá!" Chuyển ngữ: "ROAD TO GUY desu! / Jitsuroku! Konoha no Sato no mousou eigasai desu!" (tiếng Nhật: ROAD TO GUY です! / じつろく！ 木ノ葉の里の妄想映画祭です!)                                        | 24 tháng 7 năm 2012  |
| 18  | "Bùm! Buổi biểu diễn pháo hoa Shinobi! / Đùng! Hành động kì lạ của Tenten!" Chuyển ngữ: "Doki! Ninja-darake no hanabi taikai desu! / Giku! Tenten no yōsu ga okashī desu!" (tiếng Nhật: ドキッ!忍者だらけの花火大会です! / ギクッ!テンテンの様子がオカシイです!)             | 31 tháng 7 năm 2012  |
| 19  | "Mùa hè và vỏ sò! / Cuộc chiến dưa hấu!" Chuyển ngữ: "Natsu wa yappari kai pan sutairu desu! / Suikappu wo meguru gekitō desu!" (tiếng Nhật: 夏はやっぱり貝パンスタイルです! / スイカップを巡る激闘です!)                                                                    | 7 tháng 8 năm 2012   |
| 20  | "Kết bạn với Gaara! / Kẻ giả danh Rock Lee!" Chuyển ngữ: "Gaara-kun to nakayoku narou! Desu! / Rokku rī no nisemono genru! Desu!" (tiếng Nhật: 我愛羅くんと仲良くなろう。です! / ロック・リーのニセモノ現る!です!)                                                           | 14 tháng 8 năm 2012  |
| 21  | "Câu chuyện ớn lạnh cho đêm nóng bức / Nước mắt Hokage không phải để trang trí!" Chuyển ngữ: "Negurushī yoru wa mi mo kōru kowai hanashi desu/ Hokage-sama no namida wa kazari janaino desu!" (tiếng Nhật: 寝苦しい夜は身も凍る怖い話です / 火影様の涙は飾りじゃないのです!) | 21 tháng 8 năm 2012  |
| 22  | "Luôn làm bài tập về nhà vào phút cuối! / Lớp 3-Lee! Chúng ta là đội Guy!" Chuyển ngữ: "Shyukudaito wa kigen zennjitsuni yaruno gakihon desu! / 3nen ri-gumi! Gai-han desu!" (tiếng Nhật: 宿題とは期限前日にやるのが基本です！ / ３ー年りーぐみ！ ガイ班です！)              | 28 tháng 8 năm 2012  |
| 23  | "Naruto là Lee và Lee là Naruto! / Mơ đi dạo cùng Cửu Vĩ!" Chuyển ngữ: "Naruto ga Ri de Ri ga Naruto, desu! / Kyuubikun to osanposuru ga yume desu!" (tiếng Nhật: ナルトがリーでリーがナルトで、です！ / 九尾くんとお散歩するのが夢です！)                                   | 4 tháng 9 năm 2012   |
| 24  | "Tôi là Sai! / Người chiến thắng trái tim Tsunade sama!" Chuyển ngữ: "Sai.wo Purodusa desu! / Tsunade-sama no Hato wo GET YOU desu!" (tiếng Nhật: サイ。をプロデュースです！ / 綱手さまのハートをGETYOUです！)                                                               | 11 tháng 9 năm 2012  |
| 25  | "Tình đầu của Gaara / Quà từ Orochimaru!" Chuyển ngữ: "Gaara-kun no mune kiyunn ☆ hatsukoi deto desu / Orochimaru kara no purezento desu" (tiếng Nhật: 我愛羅くんの胸キユン☆初恋デートです / 大蛇丸からのプレゼントです)                                                     | 18 tháng 9 năm 2012  |
| 26  | "Ngọn lửa xanh, Lee bóng né! / Khi thuộc hạ từ chối!" (tiếng Nhật: 蒼い炎の逃球児・ドッジ☆リーです /ブラック企業の言いなりはコリゴリです) | 25 tháng 9 năm 2012  |
| 27  | "Sushi 5 sao đầu tiên của tôi! / Đồng đội, nỗ lực và chiến thắng!" Chuyển ngữ: "Mawaranaio sushi hatsutaiken desu! / Yuujyou-doryouku-shyouri wa eien no sangensoku desu!" (tiếng Nhật: まわらないお寿司初体験です！ / 友情-努力-勝利は永遠の三原則です！)                   | 2 tháng 10 năm 2012  |
| 28  | "Săn tìm nấm Mastsutake! / Lee và Neji chia đôi ngả đường!" Chuyển ngữ: "Shokuyoku no aki! Matsutake kari ni iku no desu! / Rī to Neji, ketsubetsu no toki desu!" (tiếng Nhật: 食欲の秋！マツタケ狩りに行くのです！ / リーとネジ、決別の時です！)                            | 9 tháng 10 năm 2012  |
| 29  | "Chào đón Gaara! / Kì giảm cân mùa thu tối thượng!" Chuyển ngữ: "Gaara-kun o settai suru nodesu! / Aki no daietto dai sakusendesu!" (tiếng Nhật: 我愛羅くんを接待するのです！ / 秋のダイエット大作戦です！)                                                                  | 16 tháng 10 năm 2012 |
| 30  | "Bài học an toàn mùa thu cho Shinobi! / Nghệ thuật tối thượng của Deidara!" Chuyển ngữ: "Aki no ninjutsu anzen undō desu! / Senpai no geijutsu wa itsu demo bakuhatsu-chū desu!" (tiếng Nhật: 秋の忍術安全運動です！ / 先輩の芸術はいつでも爆発中です！)                     | 23 tháng 10 năm 2012 |
| 31  | "Không gì tuyệt bằng hồ tắm chung! / Ngày 27 tháng 10 là sinh nhật Orochimaru..." (tiếng Nhật: 温泉は混浴に限るのです！ / 10月27日は大蛇丸の誕生日！でした・・・) | 30 tháng 10 năm 2012 |
| 32  | "Sakura là bác sĩ của tôi! /Môtj phiếu cho Rock Lee!" (tiếng Nhật: サクラさんに看病してもらうのです！ / ロック・リーに清き一票を！です！) | 6 tháng 11 năm 2012  |
| 33  | "Might Guy – Câu chuyện về tình yêu và mái tóc / Người dẫn đường thay thế" (tiếng Nhật: マイト・ガイ 愛と髪の日々です / ナレーションに挑戦するのです！) | 13 tháng 11 năm 2012 |
| 34  | "Cứu lấy Ichiraku Ramen! / Nghỉ ngơi là luyện tập!" (tiếng Nhật: 一楽の危機を救うのです！ / 休みの日も修行です！) | 20 tháng 11 năm 2012 |
| 35  | "Chăm sóc vật nuôi thật khó / Tiếng hú nơi Naruto!" (tiếng Nhật: いきもののお世話は大変なのです / ナルトにほえろ！です) | 27 tháng 11 năm 2012 |
| 36  | "Tenten vs. Temari! / Orochimaru tìm kiếm tình yêu" (tiếng Nhật: テンテンvsテマリです！ / 大蛇丸の婚活です！) | 4 tháng 12 năm 2012  |
| 37  | "Guy sensei là tân Hokage! / IQ: 200. Thật phiền phức" (tiếng Nhật: ガイ先生が火影さまなのです！ / IQ200はめんどくさいのです) | 11 tháng 12 năm 2012 |
| 38  | "Xâm nhập hang ổ Akatsuki! / Kế hoạch trốn thoát!" (tiếng Nhật: 暁のアジトに潜入です！ / 決死の脱出大作戦です！) | 18 tháng 12 năm 2012 |
| 39  | "Giáng Sinh là cơ hội cuối cho tình yêu! / Dọn dẹp là cơ hội gột rửa quá khứ!" (tiếng Nhật: クリスマスは恋の最終決戦です！ / 大掃除は一年間の後悔と恥を洗い流すことです！)                                                                                                   | 25 tháng 12 năm 2012 |
| 40  | "Năm mới phiền toái / Naruto dưới sự giám sát!" (tiếng Nhật: お正月からメンツをかけた人生すごろくです！ / ナルトを見極めるのです！) | 8 tháng 1 năm 2013   |
| 41  | "Ác mộng vô tận / Người máy đến từ tương lai!" (tiếng Nhật: 終わらない悪夢なのです / 未来から来たカラクリです！) | 15 tháng 1 năm 2013  |
| 42  | "Shino yêu côn trùng / Tenten và cuộc chiến thiếu nữ!" (tiếng Nhật: 虫愛づるシノ、です / テンテン、乙女の戦場で炎上です！) | 22 tháng 1 năm 2013  |
| 43  | "17 đêm ẩn mình / Dọn dẹp nhà vệ sinh. dọn dẹp tâm hồn" (tiếng Nhật: 存在感を消したい17の夜です / トイレ掃除は心も綺麗にするのです！) | 29 tháng 1 năm 2013  |
| 44  | "Cuối cùng trợ lí là người ăn đậu! / Raikage dưới nguy cơ bị tấn công!" (tiếng Nhật: 撒いた豆は後でスタッフが美味しく頂いたのです！ / 狙われた雷影さまです！) | 5 tháng 2 năm 2013   |
| 45  | "Cuộc thi điêu khắc băng bốc lửa! / Cuộc chiến mang tên ngày Valentine!" (tiếng Nhật: 熱くて熱い雪像コンテストです！ / 男の戦場はバレンタインです！) | 12 tháng 2 năm 2013  |
| 46  | "Sannin huyền thoại, Jiraiya! / Đột nhập phòng tắm nữ!" (tiếng Nhật: 伝説の三忍、自来也さまです！ / いざ、女湯に突入です！) | 19 tháng 2 năm 2013  |
| 47  | "Cún muốn có bạn / Shinobi mọi người hằng trông đợi!" (tiếng Nhật: 犬の友だちは犬なのです / ついにあの忍がやってきたのです！) | 26 tháng 2 năm 2013  |
| 48  | "Yamato nhận nhiệm vụ / Làng Lá diệt vong!" (tiếng Nhật: いよいよヤマト隊長が任務に登場です / 木ノ葉・オブ・ザ・デッドです！) | 5 tháng 3 năm 2013   |
| 49  | "Liên minh hủy diệt White Day! / Dọn dẹp búp bê công chúa!" Chuyển ngữ: "Howaitodē bokumetsu dōmeina no desu! / O Hina-sama wo katadzukeru no desu!" (tiếng Nhật: ホワイトデー撲滅同盟なのです！ / おひな様を片付けるのです！)                                               | 12 tháng 3 năm 2013  |
| 50  | "Chăm sóc Guy sensei! / Buổi xem mắt của Tsunade-sama!" Chuyển ngữ: "Gai-sensei wo osewa suru no desu! / Tsunade-sama no omiai desu!" (tiếng Nhật: ガイ先生をお世話するのです！ / 綱手さまのお見合いです！)                                                                  | 19 tháng 3 năm 2013  |
| 51  | "Cuộc chiến cuối cùng / Nhiệm vụ cuối cùng của chúng ta là bậc S!" (tiếng Nhật: 最後の任務はＳランク級です！) | 26 tháng 3 năm 2013  |